# Hamlar

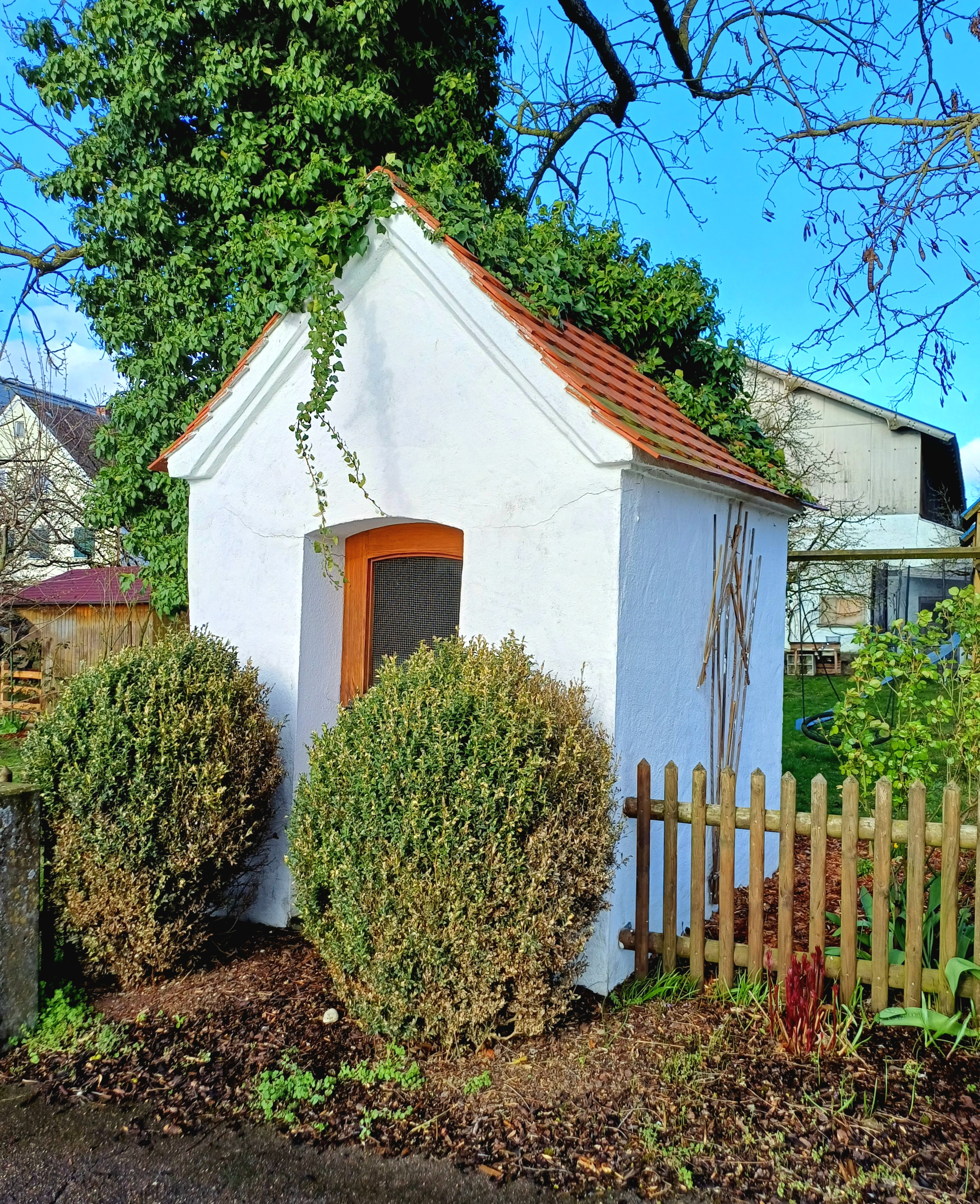
St.-Albanus-Kapelle

Hamlar ist ein Gemeindeteil der Gemeinde Asbach-Bäumenheim im schwäbischen Landkreis Donau-Ries in Bayern.

## Geographie
Das Dorf Hamlar liegt circa ein Kilometer nordöstlich von Asbach-Bäumenheim. Westlich läuft der Egelseebach an dem Dorf vorbei. Südlich des Ortes verläuft die Bundesstraße 16. Am Ortsrand führt die Bahnstrecke Ingolstadt–Neuoffingen vorbei; der Bahnhof wurde schon vor Jahrzehnten aufgelassen.

## Geschichte
Die Gegend um Hamlar schien bereits in der Frühbronzezeit bewohnt gewesen zu sein, was der Fund eines Grabes belegt. Hamlar wurde erstmals 1200 urkundlich erwähnt. Der Ort gehörte schon im 19. Jahrhundert zur Gemeinde Asbach, die 1958 in Asbach-Bäumenheim umbenannt wurde. 

## Wirtschaft
Im Ort ist die Grenzebach-Gruppe ansässig, ein international tätiges Unternehmen im Bereich Anlagenbau und Automatisierungstechnik.

## Baudenkmäler
Einziges in die Denkmalliste eingetragenes Gebäude ist die kleine St. Albanus-Kapelle nahe der Ortsmitte.